# 厳有院霊廟

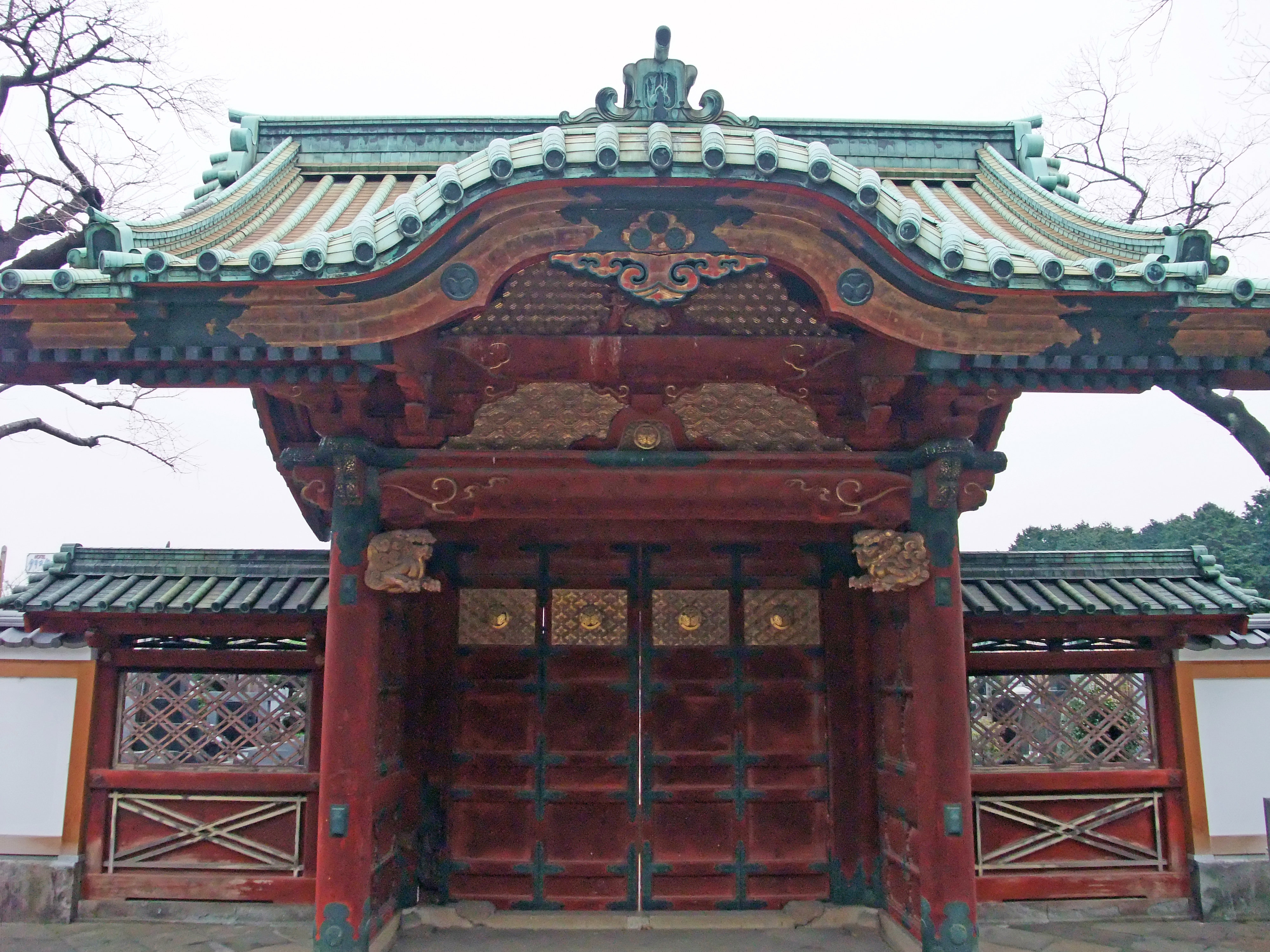
厳有院霊廟勅額門（現存、重要文化財）

厳有院霊廟（げんゆういんれいびょう）は、江戸幕府4代将軍徳川家綱の霊廟建築。上野寛永寺（東京都台東区上野桜木）に造営された。
建物は豪華な彩色と彫刻で飾られていたが、東京大空襲で大部分が焼失した。

## 概要
江戸幕府第4代将軍・徳川家綱は、延宝8年（1680年）5月8日に死去した。霊廟は上野寛永寺境内北側に設けられた。霊廟の造営は翌延宝9年（1681年）に完成している。なお、戦災をまぬがれて現存する奥院宝塔および奥院唐門霊廟は、4年後の貞享2年（1685年）の建立である。1930年5月23日、当時の国宝保存法に基づき国宝（現行法の「重要文化財」に相当）に指定された。1945年、太平洋戦争の空襲で大部分の建物が焼失した。

## 建造物
以下の建造物が国宝保存法に基づく国宝（現行法の「重要文化財」に相当）に指定されていた。
建造物は1930年5月23日指定。
- 厳有院（徳川家綱）霊廟
  - 本殿・相之間・拝殿（1棟）
  - 前廊
  - 中門
  - 左右廊 2棟
  - 渡廊
  - 透塀
  - 仕切門
  - 鐘楼
  - 水盤舎
  - 勅額門
  - 奥院宝塔（銅造）
  - 奥院唐門（銅造）

- 附 浚明院（徳川家治）宝塔（石造）石壇付
- 附 文恭院（徳川家斉）宝塔（石造）石壇付

徳川将軍のうち、4代家綱と5代綱吉の霊廟は上野寛永寺に、2代秀忠、6代家宣および7代家継の霊廟は芝増上寺に営まれたが、「享保の改革」を行った8代将軍吉宗は御霊屋の建立を禁止した。このため、吉宗以後の将軍の霊は既存の霊廟に合祀されるようになり、奥院の宝塔のみが新設されるようになった。なお、9代家重、12代家慶、14代家茂の宝塔は増上寺、8代吉宗、10代家治、11代家斉、13代家定の宝塔は寛永寺にあり、15代慶喜の墓は谷中霊園に隣接する寛永寺徳川家墓所にある。

## 戦災被害とその後の変遷
霊廟は1945年3月10日に空襲に遭い、旧国宝指定物件の13棟のうち、勅額門、水盤舎、奥院宝塔、奥院唐門を除く9棟が焼失した。これら焼失物件は、1949年10月13日の官報告示で正式に指定解除された。
焼け残った勅額門、水盤舎、奥院宝塔および奥院唐門、並びに附（つけたり）指定の浚明院宝塔および文恭院宝塔は、1950年の文化財保護法施行後は重要文化財となった。
焼け残った重要文化財指定の建造物は、1963年の官報告示で以下の2件に分割された。
- 厳有院霊廟勅額門及び水盤舎 2棟
  - 勅額門
  - 水盤舎
- 厳有院霊廟奥院 2棟
  - 奥院宝塔
  - 奥院唐門
  - 附 浚明院宝塔
  - 附 文恭院宝塔

上記のうち「勅額門及び水盤舎」は寛永寺の所有、「奥院」は個人所有である。